# 莫查島

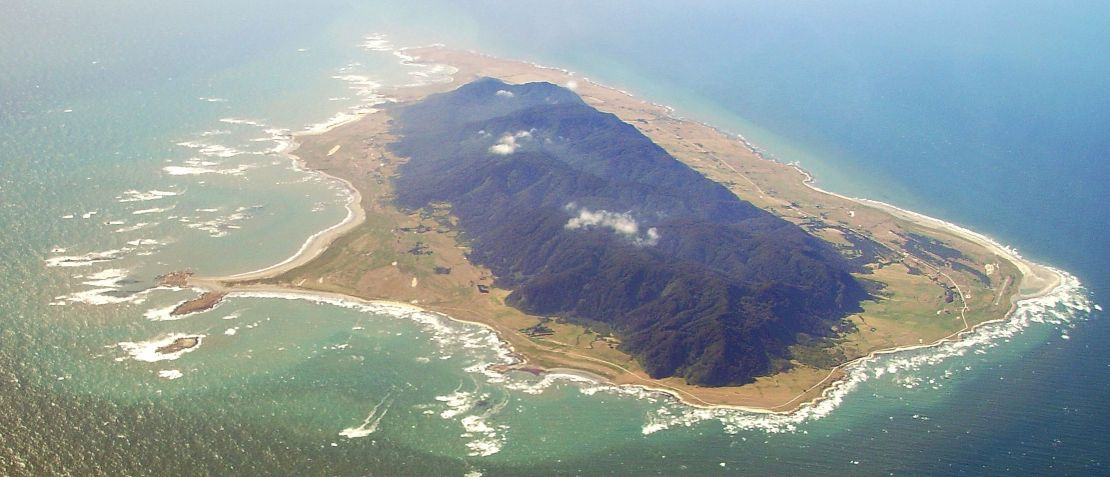

莫查島是智利的島嶼，位於該國西面太平洋海域，由比奧比奧大區負責管轄，長14公里、寬6公里，面積48平方公里，最高點海拔高度390米，2005年人口740。
38°22′15″S 73°54′51″W / 38.37083°S 73.91417°W